# Botafogo de Futebol e Regatas na Copa Libertadores da América
Este artigo lista as participações do Botafogo de Futebol e Regatas na Copa Libertadores da América.
Ao todo, a equipe alvinegra participou de seis edições da principal competição continental de clubes da América do Sul. A melhor campanha foi em 2024, quando foi campeão diante do Atlético Mineiro.

## Participações
| Copa Libertadores | Copa Libertadores | Copa Libertadores | Copa Libertadores | Copa Libertadores | Copa Libertadores | Copa Libertadores | Copa Libertadores | Copa Libertadores | Copa Libertadores | Copa Libertadores |
| Participações: 7  | Participações: 7  | Participações: 7  | Participações: 7  | Participações: 7  | Participações: 7  | Participações: 7  | Participações: 7  | Participações: 7  | Participações: 7  | Participações: 7  |
| Ano               | Fase máxima       | Posição           | Pts               | J                 | V                 | E                 | D                 | GP                | GC                | SG                |
| ----------------- | ----------------- | ----------------- | ----------------- | ----------------- | ----------------- | ----------------- | ----------------- | ----------------- | ----------------- | ----------------- |
| 1963              | Semifinal         | 3.º               | 7                 | 5                 | 3                 | 1                 | 1                 | 6                 | 6                 | 0                 |
| 1969              | [ nota 1 ]        | [ nota 1 ]        | [ nota 1 ]        | [ nota 1 ]        | [ nota 1 ]        | [ nota 1 ]        | [ nota 1 ]        | [ nota 1 ]        | [ nota 1 ]        | [ nota 1 ]        |
| 1973              | Semifinal         | 5.º               | 14                | 11                | 6                 | 2                 | 3                 | 25                | 18                | +7                |
| 1996              | Oitavas de final  | 14.º              | 8                 | 8                 | 2                 | 2                 | 4                 | 11                | 13                | –2                |
| 2014              | Fase de grupos    | 19.º              | 10                | 8                 | 3                 | 1                 | 4                 | 9                 | 8                 | +1                |
| 2017              | Quartas de final  | 5.º               | 24                | 14                | 7                 | 3                 | 4                 | 13                | 9                 | +4                |
| 2024              | Campeão           | 1.º               | 30                | 17                | 8                 | 6                 | 3                 | 31                | 17                | +14               |
| 2025              | Em disputa        | Em disputa        | Em disputa        | Em disputa        | Em disputa        | Em disputa        | Em disputa        | Em disputa        | Em disputa        | Em disputa        |
| Total             | Total             | Total             | 93                | 63                | 29                | 15                | 19                | 95                | 71                | +24               |

## 1963
O Botafogo participou pela primeira vez da Libertadores em 1963, após ter sido vice-campeão da Taça Brasil de 1962. A primeira fase consistia em três grupos, dos quais o primeiro colocado de cada chave se classificaria para a semifinal, juntamente com o Santos, vencedor da edição anterior.
O esquadrão alvinegro contava com ídolos como Nilton Santos, Jairzinho e Garrincha, mas este último já enfrentava sérios problemas no joelho direito, desfalcando a equipe na maioria dos jogos. Mesmo assim, o Glorioso avançou sem problemas em seu grupo, com 100% de aproveitamento (incluindo a partida contra o Millonarios, que não ocorreu devido à desistência do time colombiano). Na semifinal contra o Santos, empatou a partida de ida no Pacaembu, mas perdeu o jogo de volta no Maracanã após uma partida extraordinária de Pelé, que marcou três gols.

### Fase de grupos
Grupo 1
| Equipe       | Pts | J | V | E | D | GP | GC | SG |
| ------------ | --- | - | - | - | - | -- | -- | -- |
| Botafogo     | 6   | 3 | 3 | 0 | 0 | 5  | 1  | +4 |
| Alianza Lima | 3   | 4 | 1 | 1 | 2 | 2  | 3  | –1 |
| Millonarios  | 1   | 3 | 0 | 1 | 2 | 0  | 3  | –3 |

     Classificado à fase final

     Eliminados
Partidas
| 30 de junho Fase de grupos | Alianza Lima | 0 – 1 | Botafogo  | Lima                                                                   |  |
|                            |              |       | 34' Élton | Estádio: Nacional do Peru Público: ≅25 000 Árbitro: ARG José Praddaude |  |

| 7 de julho Fase de grupos | Millonarios | 0 – 2 | Botafogo                  | Bogotá                                                         |  |
|                           |             |       | 34' Antoninho · 51' Rildo | Estádio: El Campín Público: ≅28 000 Árbitro: PRY Rubén Cabrera |  |

| 21 de julho Fase de grupos | Botafogo | [ nota 3 ] | Millonarios | Rio de Janeiro    |
|                            |          |            |             | Estádio: Maracanã |

| 24 de julho Fase de grupos | Botafogo                         | 2 – 1     | Alianza Lima | Rio de Janeiro                                                 |  |
|                            | Jairzinho 4' · Nilton Santos 89' | Relatório | 35' Tenemás  | Estádio: Maracanã Público: ≅15 000 Árbitro: ARG Manuel Velarde |  |

### Fase final
Partidas
| 22 de agosto Semifinal | Santos   | 1 – 1     | Botafogo      | São Paulo                                                          |  |
|                        | Pelé 90' | Relatório | 69' Jair Bala | Estádio: Pacaembu Público: ≅20 000 Árbitro: BRA Eunápio de Queiróz |  |

| 28 de agosto Semifinal | Botafogo | 0 – 4 | Santos                              | Rio de Janeiro                                                    |  |
|                        |          |       | 11', 15', 33' (pen) Pelé · 82' Lima | Estádio: Maracanã Público: 44 232 Árbitro: BRA Eunápio de Queiróz |  |

### Artilheiros
| Gols | Jogador       |
| ---- | ------------- |
| 1    | Antoninho     |
| 1    | Élton         |
| 1    | Jair Bala     |
| 1    | Jairzinho     |
| 1    | Nilton Santos |
| 1    | Rildo         |

## 1973
Vice-campeão do Brasileirão de 1972, o Botafogo conquistou o direito de disputar pela segunda vez a Libertadores no ano seguinte. O esquadrão Glorioso gozava de imensa reputação internacional, com três jogadores campeões mundiais em 1970, Jairzinho, Roberto Miranda e Brito, além de outros craques como Dirceu, Fischer, Marinho Chagas, Scala e Wendell. Na fase de grupos, a equipe comandada por Sebastião Leônidas terminou na primeira colocação, superando Peñarol, Nacional e Palmeiras.
Entretanto, o regulamento à época não previa critérios de desempate. Como Botafogo e Palmeiras terminaram a chave com o mesmo número de pontos e apenas um time poderia seguir na competição, foi preciso um jogo extra para definir quem avançaria para o triangular semifinal. Diante de quase 90 mil pessoas no Maracanã, o time carioca superou o paulista mais uma vez. Na fase seguinte, o alvinegro não foi páreo em um grupo com Colo-Colo e Cerro Porteño: com apenas um empate e duas derrotas nas três primeiras partidas, o clube foi eliminado antes mesmo do último jogo, quando finalmente saiu vitorioso, mas sem ter o que comemorar.

### Fase de grupos
Grupo 2
| Equipe    | Pts | J | V | E | D | GP | GC | SG |
| --------- | --- | - | - | - | - | -- | -- | -- |
| Botafogo  | 9   | 6 | 4 | 1 | 1 | 15 | 9  | +6 |
| Palmeiras | 9   | 6 | 4 | 1 | 1 | 10 | 6  | +4 |
| Nacional  | 4   | 6 | 1 | 2 | 3 | 8  | 9  | –1 |
| Peñarol   | 2   | 6 | 0 | 2 | 4 | 4  | 13 | –9 |

     Disputam jogo do desempate

     Eliminados
Partidas
| 17 de fevereiro Fase de grupos | Palmeiras                 | 3 – 2     | Botafogo                        | São Paulo                                                              |  |
| 21:00                          | Milton 54', 75' · Nei 85' | Relatório | 35' Dirceu · 88' Marinho Chagas | Estádio: Palestra Itália Público: ≅22 500 Árbitro: BRA Armando Marques |  |

| 24 de fevereiro Fase de grupos | Botafogo                                      | 3 – 2     | Nacional                  | Rio de Janeiro                                                    |  |
| 21:00                          | Marinho Chagas 27' (pen), 45' · Jairzinho 65' | Relatório | 20' Maneiro · 87' Cubilla | Estádio: Maracanã Público: 42 137 Árbitro: ARG Humberto Dellacasa |  |

| 1 de março Fase de grupos | Botafogo                                                    | 4 – 1     | Peñarol   | Rio de Janeiro                                              |  |
| 21:15                     | Roberto Miranda 1' · Jairzinho 62' · Fischer 83' · Tuca 88' | Relatório | 30' Corbo | Estádio: Maracanã Público: ≅25 000 Árbitro: ARG Oscar Veiro |  |

| 10 de março Fase de grupos | Botafogo                 | 2 – 0     | Palmeiras | Rio de Janeiro                                                      |  |
| 21:00                      | Roberto Miranda 13', 75' | Relatório |           | Estádio: Maracanã Público: 49 999 Árbitro: BRA Arnaldo Cezar Coelho |  |

| 14 de março Fase de grupos | Peñarol         | 2 – 2     | Botafogo                         | Montevidéu                                                            |  |
| 21:00                      | Morena 39', 90' | Relatório | 22' Marinho Chagas · 61' Fischer | Estádio: Centenario Público: ≅12 000 Árbitro: COL Guillermo Velásquez |  |

| 17 de março Fase de grupos | Nacional       | 1 – 2     | Botafogo                            | Montevidéu                                                          |  |
| 21:15                      | Calcaterra 82' | Relatório | 45' Roberto Miranda · 75' Jairzinho | Estádio: Centenario Público: ≅60 000 Árbitro: ARG Arturo Ithurralde |  |

### Jogo do desempate
Partida
| 29 de março Jogo do desempate | Botafogo                        | 2 – 1     | Palmeiras          | Rio de Janeiro                                               |  |
| 21:00                         | Luís Pereira 6' · Jairzinho 85' | Relatório | 60' Ademir da Guia | Estádio: Maracanã Público: 88 290 Árbitro: URY Ramon Barreto |  |

### Fase semifinal
Grupo B
| Equipe        | Pts | J | V | E | D | GP | GC | SG |
| ------------- | --- | - | - | - | - | -- | -- | -- |
| Colo-Colo     | 5   | 4 | 2 | 1 | 1 | 10 | 9  | +1 |
| Cerro Porteño | 4   | 4 | 2 | 0 | 2 | 8  | 9  | –1 |
| Botafogo      | 3   | 4 | 1 | 1 | 2 | 8  | 8  | 0  |

     Classificado à final

     Eliminados
Partidas
| 6 de abril Fase semifinal | Botafogo     | 1 – 2 | Colo-Colo                | Rio de Janeiro                                             |  |
|                           | Ferretti 89' |       | 76' Caszely · 79' Valdés | Estádio: Maracanã Público: 51 541 Árbitro: URY Ángel Pazos |  |

| 26 de abril Fase semifinal | Cerro Porteño                               | 3 – 2 | Botafogo                  | Assunção                                                                 |  |
|                            | Osorio 80' · Ortiz Aquino 82' · Escobar 83' |       | 30' Dirceu · 43' Zequinha | Estádio: Puerto Sajonia Público: ≅40 000 Árbitro: URY Armando Peña Rocha |  |

| 8 de maio Fase semifinal | Colo-Colo                              | 3 – 3 | Botafogo                      | Santiago                                                               |  |
|                          | Ahumada 10' · González 32' · Véliz 89' |       | 43', 65' Dirceu · 60' Fischer | Estádio: Nacional de Chile Público: ≅75 000 Árbitro: URY Héctor Borras |  |

| 15 de maio Fase semifinal | Botafogo                 | 2 – 0 | Cerro Porteño | Rio de Janeiro                                               |  |
|                           | Dirceu 35' · Fischer 72' |       |               | Estádio: Maracanã Público: 8 830 Árbitro: PER Alberto Tejada |  |

### Artilheiros
| Gols | Jogador         |
| ---- | --------------- |
| 5    | Dirceu          |
| 4    | Fischer         |
| 4    | Jairzinho       |
| 4    | Marinho Chagas  |
| 4    | Roberto Miranda |
| 1    | Ferretti        |
| 1    | Tuca            |
| 1    | Zequinha        |

## 1996
A classificação para a Libertadores de 1996, depois de 23 anos de ausência, foi obtida graças ao título do Campeonato Brasileiro de 1995. O grupo do Botafogo era formado por equipes brasileiras e chilenas e os três primeiros colocados se classificavam às oitavas de final.
Mesmo com uma campanha irregular, com mais derrotas do que vitórias, e com uma mudança de técnicos durante a competição – em abril, o jovem Ricardo Barreto assumiu no lugar de Marinho Perez – o alvinegro conseguiu terminar a primeira fase na terceira colocação da chave. Nas oitavas de final, o adversário foi o Grêmio, equipe que entrou diretamente nessa fase por ter sido campeã do ano anterior. Após empatar no Maracanã, o Botafogo foi derrotado no jogo da volta em Porto Alegre por 2–0 e foi eliminado.

### Fase de grupos
Grupo 4
| Equipe               | Pts | J | V | E | D | GP | GC | SG |
| -------------------- | --- | - | - | - | - | -- | -- | -- |
| Corinthians          | 13  | 6 | 4 | 1 | 1 | 13 | 6  | +7 |
| Universidad de Chile | 10  | 6 | 3 | 1 | 2 | 7  | 7  | 0  |
| Botafogo             | 7   | 6 | 2 | 1 | 3 | 10 | 10 | 0  |
| Universidad Católica | 4   | 6 | 1 | 1 | 4 | 6  | 13 | –7 |

     Classificados à fase final

     Eliminado
Partidas
| 13 de março Fase de grupos | Corinthians                                         | 3 – 0 | Botafogo | São Paulo                                                                |  |
|                            | Leonardo 26' · Edmundo 44' · Marcelinho Carioca 61' |       |          | Estádio: Pacaembu Público: 26 829 Árbitro: BRA Márcio Rezende de Freitas |  |

| 26 de março Fase de grupos | Botafogo                                  | 4 – 1 | Universidad Católica | Rio de Janeiro                                                |  |
|                            | Dauri 35' · Túlio 58', 90' · Bentinho 66' |       | 53' Caro             | Estádio: Maracanã Público: 7 573 Árbitro: VEN Paolo Borgosano |  |

| 3 de abril Fase de grupos | Botafogo  | 1 – 1 | Corinthians | Rio de Janeiro                                                            |  |
|                           | Dauri 65' |       | 67' Souza   | Estádio: Maracanã Público: 15 971 Árbitro: BRA Sidrack Marinho dos Santos |  |

| 9 de abril Fase de grupos | Universidad Católica | 2 – 1 | Botafogo     | Santiago                                                                       |  |
|                           | Rozental 21', 83'    |       | 41' Bentinho | Estádio: San Carlos de Apoquindo Público: ≅7 000 Árbitro: ARG Javier Castrilli |  |

| 12 de abril Fase de grupos | Universidad de Chile    | 2 – 1 | Botafogo      | Santiago                                                                |  |
|                            | Salas 45' · Silvani 90' |       | 49' Jefferson | Estádio: Nacional de Chile Público: ≅40 000 Árbitro: ARG Roberto Ruscio |  |

| 19 de abril Fase de grupos | Botafogo                               | 3 – 1 | Universidad de Chile | Rio de Janeiro                                                   |  |
|                            | Dauri 37' · Fuentes 47' · Bentinho 90' |       | 19' Rodríguez        | Estádio: São Januário Público: 261 Árbitro: URY Gustavo Gallesio |  |

### Fase final
Partidas
| 1 de maio Oitavas | Botafogo  | 1 – 1 | Grêmio     | Rio de Janeiro                                                            |  |
|                   | Jamir 66' |       | 71' Jardel | Estádio: Maracanã Público: 16 936 Árbitro: BRA Sidrack Marinho dos Santos |  |

| 8 de maio Oitavas | Grêmio                              | 2 – 0 | Botafogo | Porto Alegre                                                       |  |
|                   | Luciano Dias 4' · Carlos Miguel 63' |       |          | Estádio: Olímpico Público: 31 200 Árbitro: BRA Oscar Roberto Godói |  |

### Artilheiros
| Gols | Jogador   |
| ---- | --------- |
| 3    | Bentinho  |
| 3    | Dauri     |
| 2    | Túlio     |
| 1    | Jamir     |
| 1    | Jefferson |

## 2014
Depois de conquistar a quarta posição na Série A de 2013, o Botafogo voltou a disputar a Libertadores após 18 anos de ausência. Na primeira fase, enfrentou o Deportivo Quito e saiu derrotado do primeiro confronto no Equador, mas aplicou uma goleada de 4–0 no Maracanã com três gols de Wallyson e avançou na competição.
Na fase de grupos, estreou vencendo bem o San Lorenzo no Maracanã, e chegou a ter a chance de garantir a classificação para as oitavas de final de forma antecipada. No entanto, o ambiente no clube era muito ruim com salários atrasados desde a temporada anterior e protestos dos jogadores, além de um treinador inexperiente no comando – o ex-técnico do sub-20 Eduardo Hungaro. Em meio à crise, o alvinegro saiu derrotado em casa diante do Unión Española na penúltima rodada e teve que decidir a vaga contra o San Lorenzo, em Buenos Aires. No confronto final, o Botafogo foi eliminado melancolicamente após perder por 3–0, enquanto os argentinos conseguiram avançar de forma heroica e, posteriormente, ainda garantiram o título inédito do torneio.

### Fase preliminar
Partidas
| 29 de janeiro Primeira fase | Deportivo Quito | 1 – 0 | Botafogo | Quito                                                                  |  |
| 22:00                       | Estupiñán 18'   |       |          | Estádio: Olímpico Atahualpa Público: ≅5 000 Árbitro: COL Wilmar Roldán |  |

| 5 de fevereiro Primeira fase | Botafogo                              | 4 – 0 | Deportivo Quito | Rio de Janeiro                                               |  |
| 22:00                        | Wallyson 36', 66', 79' · Henrique 90' |       |                 | Estádio: Maracanã Público: 50 638 Árbitro: ARG Silvio Trucco |  |

### Fase de grupos
Grupo 2
| Equipe                  | Pts | J | V | E | D | GP | GC | SG |
| ----------------------- | --- | - | - | - | - | -- | -- | -- |
| Unión Española          | 9   | 6 | 2 | 3 | 1 | 10 | 9  | +1 |
| San Lorenzo             | 8   | 6 | 2 | 2 | 2 | 6  | 5  | +1 |
| Independiente del Valle | 8   | 6 | 2 | 2 | 2 | 10 | 10 | 0  |
| Botafogo                | 7   | 6 | 2 | 1 | 3 | 5  | 7  | –2 |

     Classificados à fase final

     Eliminados
Partidas
| 11 de fevereiro Fase de grupos | Botafogo                    | 2 – 0 | San Lorenzo | Rio de Janeiro                                                 |  |
| 20:00                          | Ferreyra 29' · Wallyson 51' |       |             | Estádio: Maracanã Público: 32 201 Árbitro: URY Roberto Silvera |  |

| 26 de fevereiro Fase de grupos | Unión Española | 1 – 1 | Botafogo     | Santiago                                                    |  |
| 19:45                          | Chávez 74'     |       | 86' Ferreyra | Estádio: Santa Laura Público: ≅7 000 Árbitro: VEN Juan Soto |  |

| 12 de março Fase de grupos | Independiente del Valle | 2 – 1 | Botafogo    | Sangolquí                                                    |  |
| 19:45                      | Núñez 26' · Sornoza 90' |       | 59' Bolívar | Estádio: Rumiñahui Público: ≅4 500 Árbitro: PER Manuel Garay |  |

| 18 de março Fase de grupos | Botafogo    | 1 – 0 | Independiente del Valle | Rio de Janeiro                                               |  |
| 22:00                      | Ferreyra 3' |       |                         | Estádio: Maracanã Público: 26 837 Árbitro: URY Darío Ubríaco |  |

| 2 de abril Fase de grupos | Botafogo | 0 – 1 | Unión Española    | Rio de Janeiro                                                  |  |
| 19:45                     |          |       | 71' (pen) Canales | Estádio: Maracanã Público: 43 293 Árbitro: URY Daniel Fedorczuk |  |

| 9 de abril Fase de grupos | San Lorenzo                    | 3 – 0 | Botafogo | Buenos Aires                                                     |  |
| 22:00                     | Villalba 28' · Piatti 53', 88' |       |          | Estádio: Nuevo Gasómetro Público: ≅29 500 Árbitro: VEN Juan Soto |  |

### Artilheiros
| Gols | Jogador  |
| ---- | -------- |
| 4    | Wallyson |
| 3    | Ferreyra |
| 1    | Bolívar  |
| 1    | Henrique |

## 2017
O Botafogo se classificou para a Libertadores de 2017 após terminar na quinta colocação da Série A de 2016. Pela primeira vez, a competição contou com três eliminatórias preliminares antes da fase de grupos; e o alvinegro entrou na segunda fase contra o Colo-Colo. Após eliminar os chilenos com uma vitória e um empate, encarou o Olimpia na terceira fase e se classificou nos pênaltis, após o goleiro Gatito Fernández defender três cobranças dos paraguaios.
Na fase de grupos, o Botafogo caiu em uma das chaves mais difíceis ao lado do Barcelona de Guayaquil, do Estudiantes e do atual campeão Atlético Nacional. Ainda assim, o time comandado pelo técnico Jair Ventura ficou em primeiro lugar com três vitórias, um empate e duas derrotas. Nas oitavas de final, o adversário foi o Nacional e o Glorioso avançou com duas vitórias. Nas quartas de final, porém, a equipe não foi páreo para o Grêmio, que viria a ser o campeão desta edição, e foi eliminada. Ao todo, o Botafogo enfrentou seis campeões da Libertadores em uma mesma edição e, de forma inédita até então, eliminou cinco deles – superando o recorde do Once Caldas que eliminou quatro campeões na Libertadores de 2004. Com cinco gols no torneio, o atacante Rodrigo Pimpão igualou as marcas de Dirceu e Jairzinho, tornando-se o maior artilheiro do Botafogo na história das Libertadores.

### Fase preliminar
Partidas
| 1 de fevereiro Segunda fase | Botafogo               | 2 – 1          | Colo-Colo   | Rio de Janeiro                                                |  |
| 21:45                       | Airton 29' · Pavez 40' | Súmula Borderô | 50' Paredes | Estádio: Nilton Santos Público: 38 357 Árbitro: VEN Juan Soto |  |

| 8 de fevereiro Segunda fase | Colo-Colo        | 1 – 1  | Botafogo           | Santiago                                                           |  |
| 21:45                       | Emerson Silva 3' | Súmula | 80' Rodrigo Pimpão | Estádio: Monumental Público: ≅42 000 Árbitro: ARG Patricio Loustau |  |

| 15 de fevereiro Terceira fase | Botafogo           | 1 – 0          | Olimpia | Rio de Janeiro                                                     |  |
| 21:45                         | Rodrigo Pimpão 36' | Súmula Borderô |         | Estádio: Nilton Santos Público: 29 514 Árbitro: ECU Roddy Zambrano |  |

| 22 de fevereiro Terceira fase  | Olimpia        | 1 – 0 (1 – 3 pen.)                | Botafogo | Assunção                                                                   |  |
| 21:45                          | Montenegro 79' | Súmula                            |          | Estádio: Defensores del Chaco Público: ≅30 000 Árbitro: CHL Julio Bascuñán |  |
|                                |                | Penalidades                       |          |                                                                            |  |
| Ortiz Mendoza Ferreira Benítez |                | Camilo Rodrigo Pimpão Victor Luis |          |                                                                            |  |

### Fase de grupos
Grupo 1
| Equipe                 | Pts | J | V | E | D | GP | GC | SG |
| ---------------------- | --- | - | - | - | - | -- | -- | -- |
| Botafogo               | 10  | 6 | 3 | 1 | 2 | 6  | 5  | +1 |
| Barcelona de Guayaquil | 10  | 6 | 3 | 1 | 2 | 8  | 8  | 0  |
| Estudiantes            | 9   | 6 | 3 | 0 | 3 | 7  | 8  | –1 |
| Atlético Nacional      | 6   | 6 | 2 | 0 | 4 | 8  | 8  | 0  |

     Classificados à fase final

     Transferido à segunda fase da Copa Sul-Americana

     Eliminado
Partidas
| 14 de março Fase de grupos | Botafogo                       | 2 – 1          | Estudiantes | Rio de Janeiro                                                       |  |
| 21:00                      | Roger 33' · Rodrigo Pimpão 78' | Súmula Borderô | 61' Otero   | Estádio: Nilton Santos Público: 30 107 Árbitro: URY Jonathan Fuentes |  |

| 13 de abril Fase de grupos | Atlético Nacional | 0 – 2  | Botafogo                     | Medellín                                                               |  |
| 21:45                      |                   | Súmula | 38' Camilo · 90+3' Guilherme | Estádio: Atanasio Girardot Público: 40 638 Árbitro: PRY Ulises Mereles |  |

| 20 de abril Fase de grupos | Barcelona de Guayaquil | 1 – 1  | Botafogo        | Guayaquil                                                                           |  |
| 21:45                      | Alemán 31'             | Súmula | 88' (pen) Sassá | Estádio: Monumental de Barcelona Público: 45 174 Árbitro: VEN Jesús Valenzuela Sáez |  |

| 2 de maio Fase de grupos | Botafogo | 0 – 2          | Barcelona de Guayaquil | Rio de Janeiro                                                 |  |
| 21:45                    |          | Súmula Borderô | 6' Ayoví · 23' Álvez   | Estádio: Nilton Santos Público: 34 034 Árbitro: PRY Mario Díaz |  |

| 18 de maio Fase de grupos | Botafogo           | 1 – 0          | Atlético Nacional | Rio de Janeiro                                                      |  |
| 21:45                     | Rodrigo Pimpão 50' | Súmula Borderô |                   | Estádio: Nilton Santos Público: 33 317 Árbitro: PER Víctor Carrillo |  |

| 25 de maio Fase de grupos | Estudiantes | 1 – 0  | Botafogo | Quilmes                                                          |  |
| 21:45                     | Solari 24'  | Súmula |          | Estádio: Centenario Público: ≅25 000 Árbitro: CHL Eduardo Gamboa |  |

### Fase final
Partidas
| 6 de julho Oitavas | Nacional | 0 – 1  | Botafogo       | Montevidéu                                                           |  |
| 21:45              |          | Súmula | 37' João Paulo | Estádio: Parque Central Público: ≅20 000 Árbitro: CHL Julio Bascuñán |  |

| 10 de agosto Oitavas | Botafogo                           | 2 – 0          | Nacional | Rio de Janeiro                                                    |  |
| 19:15                | Bruno Silva 2' · Rodrigo Pimpão 5' | Súmula Borderô |          | Estádio: Nilton Santos Público: 40 050 Árbitro: COL Wilmar Roldán |  |

| 13 de setembro Quartas | Botafogo | 0 – 0          | Grêmio | Rio de Janeiro                                                  |  |
| 21:45                  |          | Súmula Borderô |        | Estádio: Nilton Santos Público: 36 034 Árbitro: VEN José Argote |  |

| 20 de setembro Quartas | Grêmio      | 1 – 0  | Botafogo | Porto Alegre                                                           |  |
| 21:45                  | Barrios 63' | Súmula |          | Estádio: Arena do Grêmio Público: 50 517 Árbitro: ARG Patricio Loustau |  |

### Artilheiros
| Gols | Jogador        |
| ---- | -------------- |
| 5    | Rodrigo Pimpão |
| 1    | Airton         |
| 1    | Bruno Silva    |
| 1    | Camilo         |
| 1    | Guilherme      |
| 1    | João Paulo     |
| 1    | Roger          |
| 1    | Sassá          |

## 2024
Após uma campanha frustrante no Campeonato Brasileiro de 2023, quando fez o melhor primeiro turno da história e liderou a competição em quase todas as rodadas, o Botafogo teve que se contentar com a 5.ª colocação, o que lhe assegurou uma vaga na fase preliminar da Copa Libertadores de 2024. Era o retorno à principal competição da América do Sul após sete anos.
A disputa logo começou com uma nova decepção: na estreia contra o Aurora, na altitude de Cochabamba, o alvinegro conseguiu abrir o placar mesmo após desperdiçar uma cobrança de pênalti, porém sofreu o gol de empate no último minuto. No jogo da volta, no entanto, o Botafogo não deu chances para o rival boliviano e goleou por 6–0 em noite inspirada de Júnior Santos, que marcou quatro gols. O adversário seguinte foi o Red Bull Bragantino: após vencer a primeira partida, no Estádio Nilton Santos, o Glorioso segurou o empate no segundo confronto, mesmo com um jogador a menos, e garantiu a classificação para a fase de grupos. Com oito gols em quatro jogos, Júnior Santos se tornou, já nessa fase da competição, o maior artilheiro do Botafogo em todas as edições de Libertadores.
A fase de grupos começou de forma complicada para o Botafogo, com derrotas nos dois primeiros jogos para Junior de Barranquilla e LDU Quito. Entre essas duas partidas, o clube mudou seu comando técnico e contratou Artur Jorge. Aos poucos, o treinador português colocou o time nos eixos e venceu os três jogos seguintes da Libertadores, garantindo a classificação antecipada à fase de mata-mata. No último jogo da fase de grupos, o empate sem gols diante do Junior de Barranquilla deixou o alvinegro na segunda colocação, o que gerou expectativas por um adversário difícil logo nas oitavas de final.
No sorteio da fase final, o Botafogo ficou no lado considerado o mais difícil do chaveamento, a começar pelo Palmeiras nas oitavas. John Textor, dono da SAF alvinegra, destacou o rival brasileiro como "grande adversário" e anunciou o jogo como uma "revanche", após o clube paulista ter ficado com o título do Brasileirão no ano anterior. No primeiro jogo do confronto, vitória botafoguense por 2–1; já na partida da volta, o empate por 2–2 garantiu a vaga ao Botafogo.
O adversário seguinte foi outro brasileiro: nas quartas de final, o time encarou o São Paulo e, após dois empates, o Botafogo conquistou a classificação na disputa por pênaltis. O Glorioso retornava a uma semifinal de Libertadores após 51 anos. O rival agora era o Peñarol: com um segundo tempo impecável, o alvinegro aplicou uma goleada de 5–0 no jogo de ida e praticamente sacramentou a classificação inédita para a decisão, que foi confirmada mesmo com a derrota no jogo da volta.
Na grande final da Libertadores, disputada no Estádio Mâs Monumental, em Buenos Aires, o adversário foi o Atlético Mineiro. O jogo contou com a presença de aproximadamente 72 mil torcedores, sendo 69.803 pagantes, a maioria deles botafoguenses, segundo informações de bilheteria divulgadas pela CONMEBOL. Foi o maior público de uma final desde a implementação do jogo único, em 2019. Em campo, o Botafogo teve o volante Gregore expulso logo no primeiro minuto, após falta cometida aos 29 segundos, e precisou jogar todo o restante da partida com um jogador a menos. Ainda assim, o time da Estrela Solitária conseguiu se organizar em campo, mesmo sem fazer nenhuma substituição no primeiro tempo, e abriu o placar com Luiz Henrique aos 35 minutos. Menos de dez minutos depois, o próprio Luiz Henrique foi derrubado na área pelo goleiro Éverson e o pênalti foi marcado após revisão do VAR. O lateral-esquerdo Alex Telles cobrou e ampliou o marcador. Logo no início do segundo tempo, o Atlético Mineiro descontou com Eduardo Vargas. Porém, o Botafogo segurou a pressão atleticana e ainda conseguiu fazer o terceiro gol no final da partida, com o artilheiro do torneio Júnior Santos, fechando a final em 3–1 e garantindo o título inédito.

### Fase preliminar
Partidas
| 21 de fevereiro Segunda fase | Aurora              | 1 – 1 | Botafogo          | Cochabamba                                                           |  |
| 21:30                        | Darío Torrico 90+6' |       | 27' Júnior Santos | Estádio: Félix Capriles Público: ≅15 000 Árbitro: CHL Cristián Garay |  |

| 28 de fevereiro Segunda fase | Botafogo                                                               | 6 – 0 | Aurora | Rio de Janeiro                                                       |  |
| 21:30                        | Júnior Santos 3', 52', 69', 81' · Tiquinho Soares 15' · Savarino 45+2' |       |        | Estádio: Nilton Santos Público: 21 917 Árbitro: VEN Jesús Valenzuela |  |

| 6 de março Terceira fase | Botafogo               | 2 – 1 | Red Bull Bragantino    | Rio de Janeiro                                                     |  |
| 21:30                    | Júnior Santos 44', 73' |       | 45+2' Juninho Capixaba | Estádio: Nilton Santos Público: 33 433 Árbitro: URY Gustavo Tejera |  |

| 13 de março Terceira fase | Red Bull Bragantino | 1 – 1 | Botafogo          | Bragança Paulista                                                  |  |
| 21:30                     | Talisson 86'        |       | 76' Júnior Santos | Estádio: Nabi Abi Chedid Público: 8 300 Árbitro: COL Wilmar Roldán |  |

### Fase de grupos
Grupo D
| Pos | Equipe                 | Pts | J | V | E | D | GP | GC | SG | Classificado            |  | JUN | BOT | LDU | UNI |
| --- | ---------------------- | --- | - | - | - | - | -- | -- | -- | ----------------------- |  | --- | --- | --- | --- |
| 1   | Junior de Barranquilla | 10  | 6 | 2 | 4 | 0 | 7  | 4  | +3 | Fase final              |  | —   | 0–0 | 1–1 | 1–1 |
| 2   | Botafogo               | 10  | 6 | 3 | 1 | 2 | 7  | 6  | +1 | Fase final              |  | 1–3 | —   | 2–1 | 3–1 |
| 3   | LDU Quito              | 7   | 6 | 2 | 1 | 3 | 6  | 6  | 0  | Play-offs Sul-Americana |  | 0–1 | 1–0 | —   | 2–0 |
| 4   | Universitario          | 5   | 6 | 1 | 2 | 3 | 5  | 9  | −4 |                         |  | 1–1 | 0–1 | 2–1 | —   |

Partidas
| 3 de abril Fase de grupos | Botafogo | 1 – 3 | Junior de Barranquilla             | Rio de Janeiro                                                     |  |
| 19:00                     | Hugo 43' |       | 13' (pen), 41' Bacca · 28' Fuentes | Estádio: Nilton Santos Público: 39 039 Árbitro: CHL Cristian Garay |  |

| 11 de abril Fase de grupos | LDU Quito    | 1 – 0 | Botafogo | Quito                                                            |  |
| 19:00                      | Alzugaray 4' |       |          | Estádio: Casa Blanca Público: 16 008 Árbitro: URY Andrés Matonte |  |

| 24 de abril Fase de grupos | Botafogo                               | 3 – 1 | Universitario  | Rio de Janeiro                                                |  |
| 19:00                      | Eduardo 46', 90+2' · Luiz Henrique 56' |       | 90+3' Olivares | Estádio: Nilton Santos Público: 23 800 Árbitro: VEN Juan Soto |  |

| 8 de maio Fase de grupos | Botafogo                     | 2 – 1 | LDU Quito     | Rio de Janeiro                                                    |  |
| 21:30                    | Hugo 31' · Júnior Santos 69' |       | 45+1' Estrada | Estádio: Nilton Santos Público: 26 464 Árbitro: ARG Darío Herrera |  |

| 16 de maio Fase de grupos | Universitario | 0 – 1 | Botafogo     | Lima                                                                |  |
| 19:00                     |               |       | 77' Jeffinho | Estádio: Monumental "U" Público: 53 242 Árbitro: CHL Cristian Garay |  |

| 28 de maio Fase de grupos | Junior de Barranquilla | 0 – 0 | Botafogo | Barranquilla                                                         |  |
| 19:00                     |                        |       |          | Estádio: Metropolitano Público: 16 189 Árbitro: VEN Jesús Valenzuela |  |

### Fase final
Partidas
| 14 de agosto Oitavas | Botafogo                           | 2 – 1 | Palmeiras    | Rio de Janeiro                                                       |  |
| 21:30                | Luiz Henrique 21' · Igor Jesus 38' |       | 32' Maurício | Estádio: Nilton Santos Público: 38 848 Árbitro: URY Esteban Ostojich |  |

| 21 de agosto Oitavas | Palmeiras                  | 2 – 2 | Botafogo                      | São Paulo                                                          |  |
| 21:30                | Flaco López 86' · Rony 90' |       | 56' Igor Jesus · 64' Savarino | Estádio: Allianz Parque Público: 40 269 Árbitro: ARG Facundo Tello |  |

| 18 de setembro Quartas | Botafogo | 0 – 0 | São Paulo | Rio de Janeiro                                                       |  |
| 21:30                  |          |       |           | Estádio: Nilton Santos Público: 40 089 Árbitro: URY Esteban Ostojich |  |

| 25 de setembro Quartas                                                | São Paulo   | 1 – 1 (4 – 5 pen.)                                                    | Botafogo          | São Paulo                                                    |  |
| 21:30                                                                 | Calleri 87' |                                                                       | 15' Thiago Almada | Estádio: MorumBIS Público: 61 329 Árbitro: ARG Darío Herrera |  |
|                                                                       |             | Penalidades                                                           |                   |                                                              |  |
| Calleri Luiz Gustavo Lucas Moura Igor Vinícius Luciano Rodrigo Nestor |             | Tchê Tchê Danilo Barbosa Marçal Vitinho Thiago Almada Matheus Martins |                   |                                                              |  |

| 23 de outubro Semifinal | Botafogo                                                             | 5 – 0 | Peñarol | Rio de Janeiro                                                   |  |
| 21:30                   | Savarino 51', 59' · Barboza 55' · Luiz Henrique 73' · Igor Jesus 79' |       |         | Estádio: Nilton Santos Público: 42 982 Árbitro: COL Andrés Rojas |  |

| 30 de outubro Semifinal | Peñarol                     | 3 – 1 | Botafogo          | Montevidéu                                                  |  |
| 21:30                   | Báez 31', 66' · Batista 89' |       | 88' Thiago Almada | Estádio: Centenario Público: 33 034 Árbitro: CHL Piero Maza |  |

| 30 de novembro Final | Atlético Mineiro | 1 – 3 | Botafogo                                                        | Buenos Aires                                                        |  |
| 17:00                | Vargas 47'       |       | 35' Luiz Henrique · 44' (pen) Alex Telles · 90+7' Júnior Santos | Estádio: Mâs Monumental Público: ≅72 000 Árbitro: ARG Facundo Tello |  |

### Artilheiros
| Gols | Jogador         |
| ---- | --------------- |
| 10   | Júnior Santos   |
| 4    | Luiz Henrique   |
| 4    | Savarino        |
| 3    | Igor Jesus      |
| 2    | Eduardo         |
| 2    | Hugo            |
| 2    | Thiago Almada   |
| 1    | Alex Telles     |
| 1    | Barboza         |
| 1    | Jeffinho        |
| 1    | Tiquinho Soares |

## 2025

### Fase de grupos
Grupo A
| Pos | Equipe               | Pts | J | V | E | D | GP | GC | SG  | Classificado           |  | EST | BOT | UCH | CBB |
| --- | -------------------- | --- | - | - | - | - | -- | -- | --- | ---------------------- |  | --- | --- | --- | --- |
| 1   | Estudiantes          | 12  | 6 | 4 | 0 | 2 | 11 | 5  | +6  | Fase final             |  | —   | 1–0 | 1–2 | 2–0 |
| 2   | Botafogo             | 12  | 6 | 4 | 0 | 2 | 8  | 5  | +3  | Fase final             |  | 3–2 | —   | 1–0 | 2–0 |
| 3   | Universidad de Chile | 10  | 6 | 3 | 1 | 2 | 8  | 6  | +2  | Playoffs Sul-Americana |  | 0–3 | 1–0 | —   | 4–0 |
| 4   | Carabobo             | 1   | 6 | 0 | 1 | 5 | 2  | 13 | −11 |                        |  | 0–2 | 1–2 | 1–1 | —   |

Partidas
| 2 de abril Fase de grupos | Universidad de Chile | 1 – 0 | Botafogo | Santiago                                                                 |  |
| 21:30                     | Di Yorio 59'         |       |          | Estádio: Nacional de Chile Público: 43 316 Árbitro: URY Esteban Ostojich |  |

| 8 de abril Fase de grupos | Botafogo                                     | 2 – 0 | Carabobo | Rio de Janeiro                                                         |  |
| 19:00                     | Patrick de Paula 88' · Matheus Martins 90+8' |       |          | Estádio: Nilton Santos Público: 24 372 Árbitro: ECU Guillermo Guerrero |  |

| 23 de abril Fase de grupos | Estudiantes  | 1 – 0 | Botafogo | La Plata                                                                |  |
| 21:30                      | Carrillo 38' |       |          | Estádio: Jorge Luis Hirschi Público: 20 544 Árbitro: URY Gustavo Tejera |  |

| 6 de maio Fase de grupos | Carabobo   | 1 – 2 | Botafogo                     | Valencia                                                           |  |
| 19:00                    | Aponte 76' |       | 22' Vitinho · 90+1' Cuiabano | Estádio: Misael Delgado Público: 4 496 Árbitro: PRY Carlos Benítez |  |

| 14 de maio Fase de grupos | Botafogo                                   | 3 – 2 | Estudiantes                   | Rio de Janeiro                                                   |  |
| 21:30                     | Rwan Cruz 42' · Igor Jesus 52' · Artur 85' |       | 62' (pen), 77' Tiago Palacios | Estádio: Nilton Santos Público: 26 613 Árbitro: PRY Juan Benítez |  |

| 27 de maio Fase de grupos | Botafogo       | 1 – 0 | Universidad de Chile | Rio de Janeiro                                                   |  |
| 21:30                     | Igor Jesus 38' |       |                      | Estádio: Nilton Santos Público: 36 342 Árbitro: COL Andrés Rojas |  |

### Fase final
Partidas
| 14 de agosto Oitavas | Botafogo | 1 – 0 | LDU Quito | Rio de Janeiro                                                    |  |
| 19:00                | Artur 1' |       |           | Estádio: Nilton Santos Público: 37 155 Árbitro: COL Wilmar Roldán |  |

### Artilheiros
| Gols | Jogador          |
| ---- | ---------------- |
| 2    | Artur            |
| 2    | Igor Jesus       |
| 1    | Cuiabano         |
| 1    | Matheus Martins  |
| 1    | Patrick de Paula |
| 1    | Rwan Cruz        |
| 1    | Vitinho          |

## Retrospecto

### Por país
| País      | J  | V | E | D | GP | GC | SG  | %    |
| --------- | -- | - | - | - | -- | -- | --- | ---- |
| Argentina | 6  | 3 | 0 | 3 | 7  | 8  | –1  | 50%  |
| Bolívia   | 2  | 1 | 1 | 0 | 7  | 1  | +6  | 67%  |
| Brasil    | 18 | 5 | 8 | 5 | 20 | 24 | –4  | 43%  |
| Chile     | 12 | 4 | 3 | 5 | 18 | 16 | +2  | 42%  |
| Colômbia  | 5  | 3 | 1 | 1 | 6  | 3  | +3  | 67%  |
| Equador   | 9  | 4 | 1 | 4 | 10 | 8  | +2  | 48%  |
| Paraguai  | 4  | 2 | 0 | 2 | 5  | 4  | +1  | 50%  |
| Peru      | 4  | 4 | 0 | 0 | 7  | 2  | +5  | 100% |
| Uruguai   | 8  | 6 | 1 | 1 | 20 | 9  | +11 | 79%  |
| Venezuela | 2  | 2 | 0 | 0 | 4  | 1  | +3  | 100% |

## Artilharia geral
| 10 gols - Júnior Santos 5 gols - Dirceu - Igor Jesus - Jairzinho - Rodrigo Pimpão 4 gols - Fischer - Luiz Henrique - Marinho Chagas - Roberto Miranda - Savarino - Wallyson | 3 gols - Bentinho - Dauri - Ferreyra 2 gols - Artur - Eduardo - Hugo - Thiago Almada - Túlio | 1 gol - Airton - Alex Telles - Antoninho - Barboza - Bolívar - Bruno Silva - Camilo - Cuiabano - Élton - Ferretti - Guilherme - Henrique - Jair Bala - Jamir | 1 gol (continuação) - Jefferson - Jeffinho - João Paulo - Matheus Martins - Nilton Santos - Patrick de Paula - Rildo - Roger - Rwan Cruz - Sassá - Tiquinho Soares - Tuca - Vitinho - Zequinha |

## Maiores públicos

### Como mandante
Estes são os dez maiores públicos presentes do Botafogo na Libertadores como mandante:
| Nº | Público | Mandante | Placar | Visitante       | Estádio       | Data            | Ano  | Ref.   |
| -- | ------- | -------- | ------ | --------------- | ------------- | --------------- | ---- | ------ |
| 1  | 88 290  | Botafogo | 2–1    | Palmeiras       | Maracanã      | 29 de março     | 1973 | [ 8 ]  |
| 2  | 51 541  | Botafogo | 1–2    | Colo-Colo       | Maracanã      | 6 de abril      | 1973 | [ 66 ] |
| 3  | 50 638  | Botafogo | 4–0    | Deportivo Quito | Maracanã      | 5 de fevereiro  | 2014 | [ 20 ] |
| 4  | 49 999  | Botafogo | 2–0    | Palmeiras       | Maracanã      | 12 de março     | 1973 | [ 67 ] |
| 5  | 44 232  | Botafogo | 0–4    | Santos          | Maracanã      | 28 de agosto    | 1963 | [ 68 ] |
| 6  | 43 293  | Botafogo | 0–1    | Unión Española  | Maracanã      | 2 de abril      | 2014 | [ 69 ] |
| 7  | 42 982  | Botafogo | 5–0    | Peñarol         | Nilton Santos | 23 de outubro   | 2024 | [ 70 ] |
| 8  | 42 137  | Botafogo | 3–2    | Nacional        | Maracanã      | 24 de fevereiro | 1973 | [ 71 ] |
| 9  | 40 089  | Botafogo | 0–0    | São Paulo       | Nilton Santos | 18 de setembro  | 2024 | [ 72 ] |
| 10 | 40 050  | Botafogo | 2–0    | Nacional        | Nilton Santos | 10 de agosto    | 2017 | [ 36 ] |

### Como visitante
Estes são os dez maiores públicos presentes do Botafogo na Libertadores como visitante:
| Nº | Público | Mandante               | Placar | Visitante | Estádio                 | Data           | Ano  | Ref.                |
| -- | ------- | ---------------------- | ------ | --------- | ----------------------- | -------------- | ---- | ------------------- |
| 1  | ≅75 000 | Colo-Colo              | 3–3    | Botafogo  | Nacional de Chile       | 8 de maio      | 1973 | [ 73 ]              |
| 2  | 61 329  | São Paulo              | 1–1    | Botafogo  | MorumBIS                | 25 de setembro | 2024 | [ 74 ]              |
| 3  | ≅60 000 | Nacional               | 1–2    | Botafogo  | Centenario              | 17 de março    | 1973 | [carece de fontes?] |
| 4  | 53 242  | Universitario          | 0–1    | Botafogo  | Monumental "U"          | 16 de maio     | 2024 | [ 75 ]              |
| 5  | 50 517  | Grêmio                 | 1–0    | Botafogo  | Arena do Grêmio         | 20 de setembro | 2017 | [ 76 ]              |
| 6  | 45 174  | Barcelona de Guayaquil | 1–1    | Botafogo  | Monumental de Barcelona | 20 de abril    | 2017 | [ 77 ]              |
| 7  | 43 316  | Universidad de Chile   | 1–0    | Botafogo  | Nacional de Chile       | 2 de abril     | 2025 | [ 78 ]              |
| 8  | ≅42 000 | Colo-Colo              | 1–1    | Botafogo  | Monumental              | 8 de fevereiro | 2017 | [ 79 ]              |
| 9  | 40 638  | Atlético Nacional      | 0–2    | Botafogo  | Atanasio Girardot       | 13 de abril    | 2017 | [ 80 ]              |
| 10 | 40 269  | Palmeiras              | 2–2    | Botafogo  | Allianz Parque          | 21 de agosto   | 2024 | [ 81 ]              |

### Em campo neutro
O Botafogo disputou uma partida da Libertadores em campo neutro. Este é o público presente:
| Nº | Público | Mandante         | Placar | Visitante | Estádio        | Data           | Ano  | Ref.   |
| -- | ------- | ---------------- | ------ | --------- | -------------- | -------------- | ---- | ------ |
| 1  | ≅72 000 | Atlético Mineiro | 1–3    | Botafogo  | Mâs Monumental | 30 de novembro | 2024 | [ 63 ] |